# Блінов Олександр Іванович (вершник)
Блінов Олександр Іванович (19 серпня 1954 — 9 лютого 2021) — радянський вершник.
Олімпійський чемпіон 1980 року в командному триборстві, срібний призер 1980 року в індивідуальному триборстві.